# مسعد عوض
مسعد عوض سعد أبو الفتوح لاعب كرة قدم مصري كحارس المرمى ، ويلعب حاليًا لنادي أسوان.

## مسيرته الكروية

### بداياته
بدأ مشواره الكروي في قطاع الناشئين لنادي الإسماعيلي ، وواجه الحارس مشكلات كبيرة مع النادي حرمته حتى من خوض المران مع الفريق.

### الأهلي
في 2013 انتقل إلى النادي الأهلي بعد مساهمته في تتويج منتخب الشباب بكأس إفريقيا بالجزائر ، وحصوله على جائزة أفضل حارس مرمى في البطولة ، وهي الصفقة التي أسالت الكثير من الحبر في الوسط الرياضي المصري ، وشارك مع النادي الأهلي في 11 مباراة جميعها في الدوري.

### بتروجيت
في 2016 انتقل لبتروجيت معارًا من النادي الأهلي لموسم واحد.

### سموحة
في 16 يوليه 2017 ، انضم لنادي سموحة ضمن صفقة إسلام محارب كبيع نهائي.

### طلائع الجيش
في 12 يناير 2018 انتقل لنادي طلائع الجيش معارًا لمدة 6 أشهر في ظل عدم حصوله على أي فرصة للمشاركة بشكل أساسي.

### حرس الحدود
في 23 يوليو 2018 انتقل لنادي حرس الحدود في صفقة انتقال حر.

### مع المنتخب
انضم لمعسكر منتخب مصر للشباب وخضع للتدريب تحت قيادة خالد مصطفى مدرب الحراس في منتخب الشباب والذي ساهم في صناعة الحارس ، وحصل عوض على جائزة أفضل حارس في إفريقيا في بطولة أمم افريقيا تحت 20 سنة في عام 2013.
ولعب مع منتخب مصر في كأس العالم للشباب أمام تشيلي والعراق وإنجلترا ، استقبلت شباكه خلالها أربعة أهداف ، واختير أحسن لاعب في مباراة مصر وإنجلترا.
ولعب أول مباراة له مع المنتخب الوطني ضد منتخب أوغندا بمعدل 7 دقائق ؛ حيث شارك بديلًا للحارس محمد صبحي ، وكان احتياطيًّا في مباراة المنتخب الوطني ضد نظيره الغيني.

## إحصائيات مشاركاته

### مع الأندية
آخر تحديث في 13 يوليو 2018
| الفريق      | الموسم    | الدوري  | الدوري | الكأس   | الكأس | البطولات القارية | البطولات القارية | الإجمالي | الإجمالي |
| الفريق      | الموسم    | مشاركات | أهداف  | مشاركات | أهداف | مشاركات          | أهداف            | مشاركات  | أهداف    |
| ----------- | --------- | ------- | ------ | ------- | ----- | ---------------- | ---------------- | -------- | -------- |
| الأهلي      | 2014–2015 | 10      | 0      | 0       | 0     | 0                | 0                | 10       | 0        |
| الأهلي      | 2015–2016 | 1       | 0      | 0       | 0     | 0                | 0                | 1        | 0        |
| الأهلي      | 2016–2017 | 0       | 0      | 0       | 0     | 0                | 0                | 0        | 0        |
| الأهلي      | الإجمالي  | 11      | 0      | 0       | 0     | 0                | 0                | 11       | 0        |
| سموحة       | 2017–2018 | 0       | 0      | 0       | 0     | —                | —                | 0        | 0        |
| سموحة       | الإجمالي  | 0       | 0      | 0       | 0     | —                | —                | 0        | 0        |
| طلائع الجيش | 2017–2018 | 2       | 0      | 0       | 0     | —                | —                | 2        | 0        |
| طلائع الجيش | الإجمالي  | 2       | 0      | 0       | 0     | —                | —                | 2        | 0        |

## روابط خارجية
- مسعد عوض على موقع الاتحاد الدولي (مؤرشف)  (الإنجليزية)
- مسعد عوض على موقع قاعدة بيانات كرة القدم.إي يو (الإنجليزية)
- مسعد عوض على موقع ناشيونال فوتبول تيمز (الإنجليزية)